# Сонатина (фильм, 1993)
«Сонатина» (яп. ソナチネ Сонатинэ) — японский фильм 1993 года от Такеши Китаны, который его срежиссировал, написал, смонтировал и в котором исполнил главную роль. Получил много наград, а также стал одной из его самых успешных и лучших работ, благодаря чему у Китаны появилось множество поклонников по всему миру.

## Сюжет
Муракава, токийский якудза среднего звена, устал от преступной жизни, однако глава клана всё равно отправляет его на Окинаву для того, чтобы урегулировать конфликт между их союзниками, кланами Накамацу и Анан. Пусть Муракава и подозревает, что это всего лишь попытка его убрать, и не желает принимать это задание, потому что не хочет потерять ещё больше своих подчинённых, и даже избивает одного из своих коллег, Такахаши, но в любом случае идёт со своим отрядом. По его мнению, эти разборки не такие серьёзные, как кажутся. Впрочем, их временная штаб-квартира была подорвана, а в баре застали врасплох группу Муракавы, из-за чего погибли несколько бойцов.
Спасаясь бегством, выжившие решают спрятаться, пока всё не закончится, в отдалённом домике у моря, принадлежащем брату одного из членов Накамацу, которые пришли на помощь для прекращения конфронтации. Проводя время на пляже, якудза играют в детские игры, взаимно подшучивают и наслаждаются жизнью. Тем не менее, игры часто очень жестокие. Например, когда двое из них попеременно стреляют в банку из-под пива, стоящую на голове друг друга, Муракава решает сыграть с ними в русскую рулетку. Когда приходит его черёд, он спускает палец с курка, широко улыбаясь и приставив пистолет к виску, но выясняется, что барабан был пуст.
Потом ему снится этот момент, но теперь револьвер заряжен, поэтому Муракава умирает. Проснувшись, он идёт к берегу и становится свидетелем попытки изнасилования. Якудза застреливает насильника, но его подельники думают, что его убила девушка, хоть и не до конца уверены в этом. Её зовут Миюки и она остаётся крайне благодарной Муракаве, так что регулярно навещает его и остальных бандитов. Через некоторое время, наёмный убийца, замаскированный под рыбака, убивает босса Накамацу и одного из членов отряда. Узнав, что Такахаши приехал на Окинаву, Муракава с ещё двумя людьми принимают решение встретиться с ним в отеле.
Сначала они не находят его, но затем случайно встречаются с ним и наёмником в лифте, где начинается перестрелка, в результате которой умирают оба солдата и киллер. Допросив Такахаши, Муракава выясняет, что их начальник находится в сговоре кланом Анан и специально подставил его, чтобы забрать его очень выгодную территорию. Также узнаётся, что шеф будет на встрече с Ананом в другом отеле. Убив Такахаши при помощи закинутой в автомобиль гранаты, Муракава едет туда с последним оставшимся в живых помощником, членом Накамацу, который помогает ему, выключив электричество в отеле в определённый момент. Перед этим Муракава говорит Миюки, что может быть вернутся, а она ему отвечает так же.
Ночью этого дня, Муракава врывается в отель и расстреливает оба клана из автомата. На следующее утро, пока Миюки ждёт его, он останавливается неподалёку, забирается в её машину и совершает самоубийство, выстрелив себе в висок.
События в сцене после титров происходит спустя один год, показывая опустевший домик у моря, где укрывались якудза.

## В ролях
- Такеши Китано — Муракава, стареющий якудза среднего звена
- Ая Кокумай [яп] — Миюки, жертва изнасилования с Окинавы
- Тэцу Ватанабэ [анг] — Уэчи, член Накамацу, который управляет автобусом группы
- Масанобу Кацумура [яп] — Рёджи, молодой коллега Уэчи, который дружит с Кеном
- Сусуму Тэраджима [анг] — Кен, давний лейтенант Муракавы
- Рэн Осуги [анг] — Катагири, бизнесмен, работающий на Муракаву
- Тонбо Зуши [яп] — Китаджима, босс Муракавы
- Кеничи Яджима [анг] — Такахаши, лейтенант Китаджимы
- Эйджи Минаката [яп] — киллер, работающий на Такахаши и Китаджиму

## Производство
Было задумано, что фильм будет состоять из четырёх основных сцен: якудза отправляются на Окинаву, якудза прибывают на Окинаву, перестрелка с автоматом и сцена с самоубийством главного героя. Китано говорил, что его метод съёмки достаточно спонтанный в том плане, что он позволял фильму самостоятельно заполнить пространство между этими четырьмя сценами.
Название «Сонатина» происходит от одноимённого музыкального термина. Китано объяснял, что когда человек, учащийся игре на пианино, доходит до сонатины, он должен выбрать, куда двигаться дальше, будь то классика, джаз или популярная музыка, обозначая момент принятия крайне важного решения. Это отсылает к истории Муракавы. Первоначальным названием фильма было «Пьеро с Окинавы», что возможно было отсылкой на фильм Жан-Люка Годара «Безумный Пьеро».
На изначальном постере фильма изображена рыба-наполеон, пронзённая копьём. Китано утверждал, что раньше этот вид рыб был очень распространён в близлежащих к югу Японии водах, но их популяция со временем очень сильно сократилась. Он использовал этот образ просто потому, что контраст рыбы "прекрасной формы" и поразившим её копьём поражал его.

## Саундтрек
Саундтрек к «Сонатине» написал Джо Хасаиши. Был награждён премией Японской киноакадемии за выдающиеся достижения в музыке в 1994. CD версию саундтрека выпустили в Японии в 1993 Toshiba EMI, а потом во Франции Milan Records.
1. "Sonatine I (Act of Violence)"
2. "Light and Darkness"
3. "Play on the Sands"
4. "Rain After That"
5. "On the Fullmoon of Mystery"
6. "Into a Trance"
7. "Sonatine II (In the Beginning)"
8. "Magic Mushroom"
9. "Eye Witness"
10. "Runaway Trip"
11. "Moebius Band"
12. "Die Out of Memories"
13. "See You..."
14. "Sonatine III (Be Over)"

## Приём
Агрегатор рецензий Rotten Tomatoes пишет, что 92% из 25 профессиональных критиков оставили положительные отзывы об этом фильме, со средним рейтингом 7,4/10. Metacritic присвоил фильму среднюю оценку 73/100 на основе рецензий 22 критиков, что означает "в общем положительные отзывы".
Роджер Эберт, который дал фильму 3,5/4, говорил, что он показывает, что гангстерским фильмам в действительности не нужны "глупые диалоги, постоянный экшен и излишняя жестокость", и что это ему напомнило фильм «Самурай». Роб Маки из The Guardian назвал его "по большей части мирная и созерцательная работа, периодически перемежающаяся сценами крайне жестокости" и поставил ему 4/5. Скотт Тобиас из The A.V. Club охарактеризовал фильм как "свежий взгляд на давно существующий жанр фильмов про якудза, наполненный нетипичными стилистическими решениями и игривостью, а ещё резкими вспышками насилия." Complex поставил «Сонатину» на второе место в их списке "25 лучших якудза фильмов". Джаспер Шарп, пишущий для Британского института кино, включил его в список "10 великих японских гангстерских фильмов".
«Сонатину» показывали на Каннском кинофестивале 1993 в рамках программы "Особый взгляд". Французский издатель и известный киноман Жан-Пьер Дионне (Canal+/StudioCanal) рассказал в интервью, что кто-то убедил Алена Делона посмотреть «Сонатину», аргументируя это тем, что Китано очень любит фильм «Самурай». Делон был шокирован и говорил об игре Китаны: "Что ЭТО? [...], это не актёр [...], у него всего три выражения лица и он практически не говорит, вдобавок ко всему." У большинства окружавших его профессионалов была такая же реакция, но французский издатель был одновременно поражён и озадачен этим новым жанром. Он связался с японским дистрибьютером, чтобы купить права на показ «Сонатины», но запрос отклонили. Дионне приходилось настаивать несколько месяцев, пока не узнал, что Shochiku не хотели выпускать «Сонатину» за рубежом, т. к. считали её "слишком японской" и думали, что этот фильм бы не приняла, не говоря о том, чтобы поняла, западная аудитория. В конце концов, Дионне выяснил, что дистрибьютер не хотел давать права из-за коммерческого провала в Японии. Он смог договориться с Shochiku, утверждая, что французская публика не знакома с творчеством Китано, поэтому им будет проще принять его. Были выкуплены «Сонатина» и ещё три фильма Китаны: «Жестокий полицейский», «Точка кипения» и «Ребята возвращаются». За исключением «Ребята возвращаются», у них были плохие кассовые сборы в Японии. В 1995, «Сонатина» участвовала в тринадцатом коньячном фестивале криминального кино во Франции, где получила высокие оценки критиков. Через несколько месяцев, «Сонатина» вместе с другими фильмами были показаны на французском канале Canal+. Через пару лет их снова показали на франко-немецком общественном канале Arte. Затем последовал выпуск на видео, с учётом DVD издания в рамках коллекции Дионне "Азиатская классика".
Уже в 1995, Такеши Китано сыграл роль якудза в американском киберпанк триллере «Джонни Мнемоник». В Северной Америке, «Сонатину» показали в кинотеатрах в апреле 1998, а в 2000 Квентин Тарантино выпустил на видео версию с субтитрами в рамках своей коллекции Rolling Thunder Pictures. В том же году, продюсер Китаны убедил его приехать в США, чтобы снять свой первый (и последний) фильм вне Японии. «Брата якудзы» сняли в Лос-Анджелесе с американской командой и местными актёрами, с учётом Омара Эппса. В интервью, Китано признавался, что не сильно доволен тем, каким получился «Брат якудзы» в конечном итоге и что сожалеет о своей "голливудской" авантюре, которая должна была привлечь к нему гораздо большую аудиторию. Китано заявил, что больше не намерен снимать за пределами Японии.

## Награды
«Сонатина» выиграла золотую харриду за лучший фильм таорминском кинофестивале 1993. Саундтрек выиграл премию японской киноакадемии за музыку в 1994. В 1995, фильм получил приз "Выбор критиков" на коньячном фестивале криминального кино.